# Homoneura ochracea
Homoneura ochracea är en tvåvingeart som först beskrevs av Macquart 1851.  Homoneura ochracea ingår i släktet Homoneura och familjen lövflugor. Inga underarter finns listade i Catalogue of Life.